# Corophium alienense
Corophium alienense är en kräftdjursart som beskrevs av Chapman 1988. Corophium alienense ingår i släktet Corophium och familjen Corophiidae. Inga underarter finns listade i Catalogue of Life.